# Heinz Fraenkel-Conrat
Heinz Ludwig Fraenkel-Conrat (29.7.1910 – 10.4.1999) là một nhà hóa sinh, nổi tiếng về công trình nghiên cứu virus.

## Cuộc đời và Sự nghiệp
Fraenkel-Conrat sinh tại Breslau, Đức và đậu bằng bác sĩ y khoa ở Đại học Breslau năm 1933. Do việc nắm quyền cai trị của Đức quốc xã, ông đã di cư sang Scotland năm 1933 và hoàn tất bằng tiến sĩ ở Đại học Edinburgh năm 1936. Sau đó, ông lại di cư sang Hoa Kỳ và nhập quốc tịch Mỹ năm 1941.
Ông đã làm việc trong nhiều viện nghiên cứu, trước khi tham gia ban giảng huấn của Đại học California tại Berkeley năm 1952, nơi ông làm việc tới khi qua đời.
Công trình nghiên cứu nổi tiếng nhất của ông là về virus bệnh khảm cây thuốc lá (tobacco mosaic virus). Ông khám phá ra sự kiểm soát di truyền của việc sinh sản virus là bởi RNA và RNA chứa trong nhân nucleic của mỗi virus. Năm 1955, ông và nhà lý sinh Robley Williams chỉ ra rằng một virus chức năng có thể được tạo ra bên ngoài RNA được lọc sạch và một màng protein. Năm 1960, ông công bố xác định trình tự hoàn chỉnh của 158 amino acid trong virus.
Ông đã đoạt giải Albert Lasker cho nghiên cứu Y học cơ bản năm 1958.